# Per grazia ricevuta
Per grazia ricevuta (tdl. ‘Por gracia recibida’, conocida en español como Las tentaciones de Benedetto en España y Por gracia recibida en Hispanoamérica) es una película de comedia italiana escrita, dirigida y protagonizada por Nino Manfredi.
La película ganó el premio Mejor Opera Prima en el Festival de Cannes 1971. Manfredi también ganó un David di Donatello Especial a la Mejor Opera Prima y dos premios Nastro d'argento a la mejor historia y  al mejor guion.

## Reparto
- Nino Manfredi: Benedetto Parisi
- Lionel Stander: Oreste Micheli
- Delia Boccardo: Giovanna Visciani
- Paola Borboni: Immacolata
- Mario Scaccia: El prior
- Fausto Tozzi: El profesor
- Mariangela Melato: La maestra de escuela
- Tano Cimarosa: El tío Checco
- Gastone Pescucci: El abogado
- Véronique Vendell: La chica fácil
- Gianni Rizzo:  El cura
- Pino Patti: Don Quirino
- Enzo Cannavale: El paciente
- Fiammetta Baralla: Monja